# Myurium warburgii
Myurium warburgii là một loài Rêu trong họ Myuriaceae. Loài này được (Müll. Hal.) M. Fleisch. miêu tả khoa học đầu tiên năm 1906.